# August Bondeson

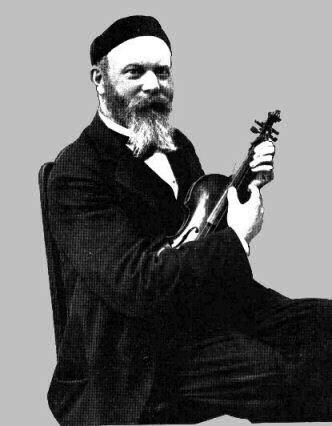
August Bondeson

August Leonard Bondeson (* 2. Februar 1854 in Vessigebro, Gemeinde Falkenberg; † 23. September 1906 in Göteborg) war ein schwedischer Schriftsteller, Volkskundler und Arzt.

## Leben
Bondesons Eltern waren der Schuhmacher, Sattler und Handwerker Carl Bondeson und Lisa Beata Nygren. Nach der Volksschule besuchte er das Gymnasium (schwedisch: Läroverk) in Halmstad und Göteborg. Ein Studium an der Universität Uppsala begann er 1876 und schloss die Ausbildung mit der Spezialisierungsrichtung Hautkrankheiten 1884 als Kandidat sowie 1889 als Lizenziat der Medizin ab. Daraufhin ließ er sich als praktizierender Arzt in Göteborg nieder.
Bondesons Vater, der bekannt für sein gutes Gedächtnis und seine Erzählkunst war, weckte in ihm großes Interesse an schriftstellerischer Tätigkeit. Etwa die Hälfte der Erzählungen aus Halländska sagor (deutsch: „Märchen aus Halland“) stammen vom Vater. Während seines relativ kurzen Lebens war Bondeson sehr produktiv. Sein erstes Buch erschien bereits 1875, kurz bevor er sein Studium begann. Parallel zu Studium und Tätigkeit als Arzt setzte er seine schriftstellerische Arbeit fort und veröffentlichte neben 22 Büchern eine große Anzahl Erzählungen in sogenannten Weihnachtszeitungen (schwedisch: Jultidningar). Seinen größten Erfolg erreichte Bondeson mit dem in zwei Teilen erschienenen Roman Skollärare John Chronschoughs memoarer (deutsch: „Schullehrer John Chronschoughs Erinnerungen“), der von einem selbstgefälligen Volksschullehrer handelt. Daneben schrieb er auch mehrere Lieder und Theaterstücke.
Als Volkskundler dokumentierte er die Kultur der Landbevölkerung und schilderte mit großem Realismus deren Leben gegen Ende des 19. Jahrhunderts. Er unternahm Reisen durch Halland, Småland, Värmland, Hälsingland und Uppland, um Gegenstände, Volksweisen und Erzählungen zu sammeln. Mit humorvollen Erzählungen wie beispielsweise Allmogeberättelser und Historiegubbar på Dal, schuf er sich ein großes und treues Publikum.
August Bondeson starb 1906 unverheiratet in Göteborg und wurde auf dem Kirchfriedhof in Vessige beigesetzt. Dort wurde ein granitener Gedenkstein mit Porträtmedaillon, entworfen vom Architekten Carl Bergsten, aufgestellt.

## Werke
- Knäppar på Lyran av Håttur, 1875
- Visor på Ätradalens bygdemål, 1878
- Halländska sagor, 1880
- Jon i Slätthult, 1880
- Marknadsgubbar på Sjönevad, 1881
- Bålastugan i Halland, 1881
- Svenska folksagor från skilda landskap, 1882
- Hallings Anna, 1883
- Allmogeberättelser, 1884
- Från julgille och lekstuga, 1884
- En saga från Dal och hennes källa, 1885
- Historiegubbar på Dal, 1886
- Halland i svenska biblioteket
- Nya allmogeberättelser, 1888
- I Glimminge och Kröplinge, 1892
- Store Lars, 1894
- Smålandsknekten, 1894
- Skollärare John Chronschoughs memoarer, 1897 (Teil 1) und 1904 (Teil 2)
- M.V.K. Allmogehistorier, 1903
- August Bondesons Visbok, 1903
- Djur och växtlivet i en halländsk ljungbacke, 1919

## Preise und Auszeichnungen
- Stipendium der Svenska Akademien 1881 und 1883